# Плёданьель
Плёданье́ль (фр. Pleudaniel, брет. Planiel) — коммуна во Франции, находится в регионе Бретань. Департамент — Кот-д’Армор. Входит в состав кантона Трегье. Округ коммуны — Ланьон.
Код INSEE коммуны — 22196.

## География
Коммуна расположена приблизительно в 410 км к западу от Парижа, в 130 км северо-западнее Ренна, в 40 км к северо-западу от Сен-Бриё.
Коммуна расположена на западном берегу эстуария реки Триё.

## Население
Население коммуны на 2016 год составляло 928 человек.
| 1962 | 1968 | 1975 | 1982 | 1990 | 1999 | 2008 | 2016 |
| ---- | ---- | ---- | ---- | ---- | ---- | ---- | ---- |
| 1243 | 1183 | 973  | 947  | 936  | 996  | 1011 | 928  |

## Экономика
В 2007 году среди 613 человек в трудоспособном возрасте (15—64 лет) 442 были экономически активными, 171 — неактивными (показатель активности — 72,1 %, в 1999 году было 69,7 %). Из 442 активных работали 407 человек (227 мужчин и 180 женщин), безработных было 35 (9 мужчин и 26 женщин). Среди 171 неактивных 48 человек были учениками или студентами, 73 — пенсионерами, 50 были неактивными по другим причинам.

## Достопримечательности
- Церковь Сен-Пьер (XVIII век). Исторический памятник с 1927 года[3]
- Приливно-отливная мельница Трау-Мёр (XVII век). Исторический памятник с 1991 года[4]

## Фотогалерея

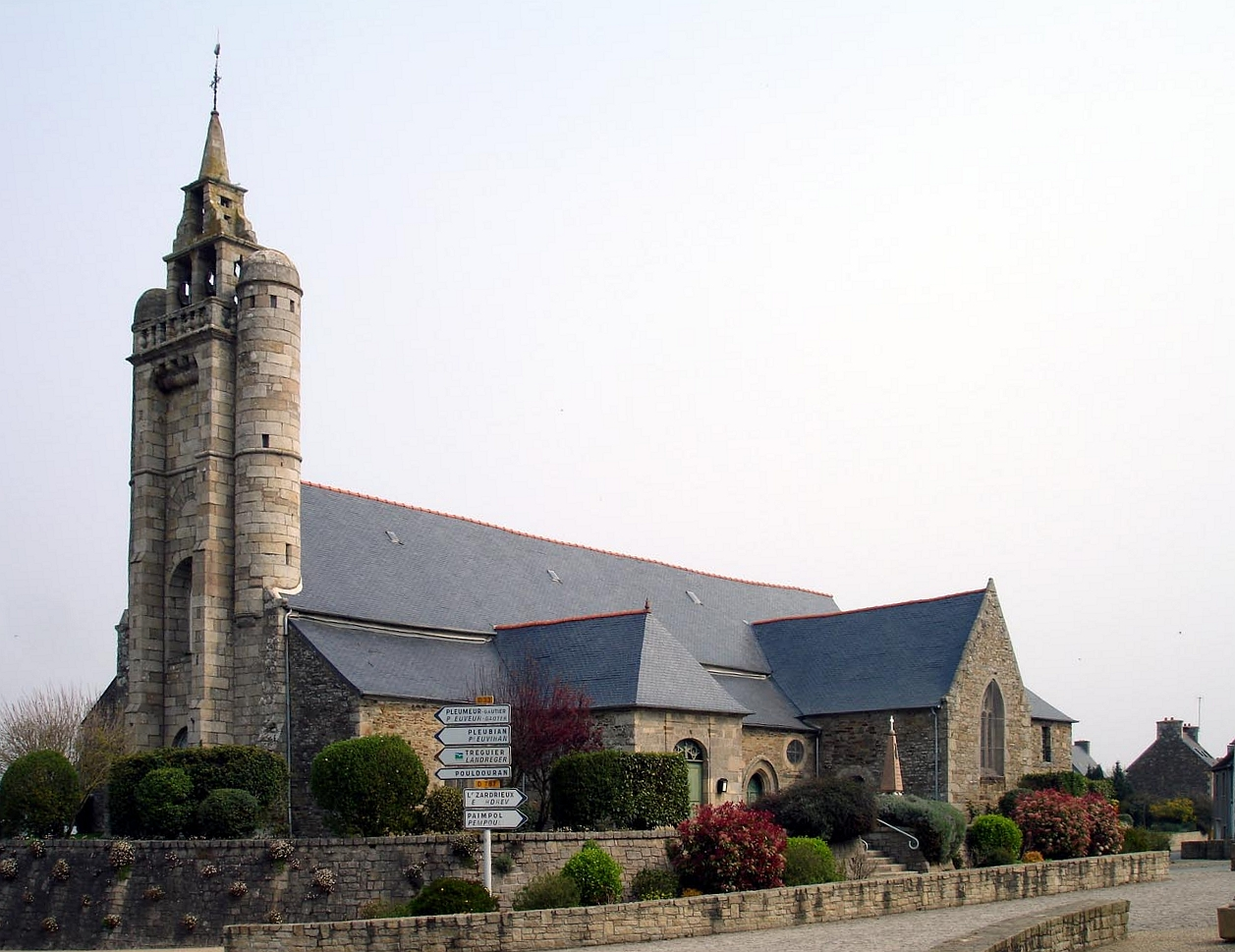
Церковь Сен-Пьер
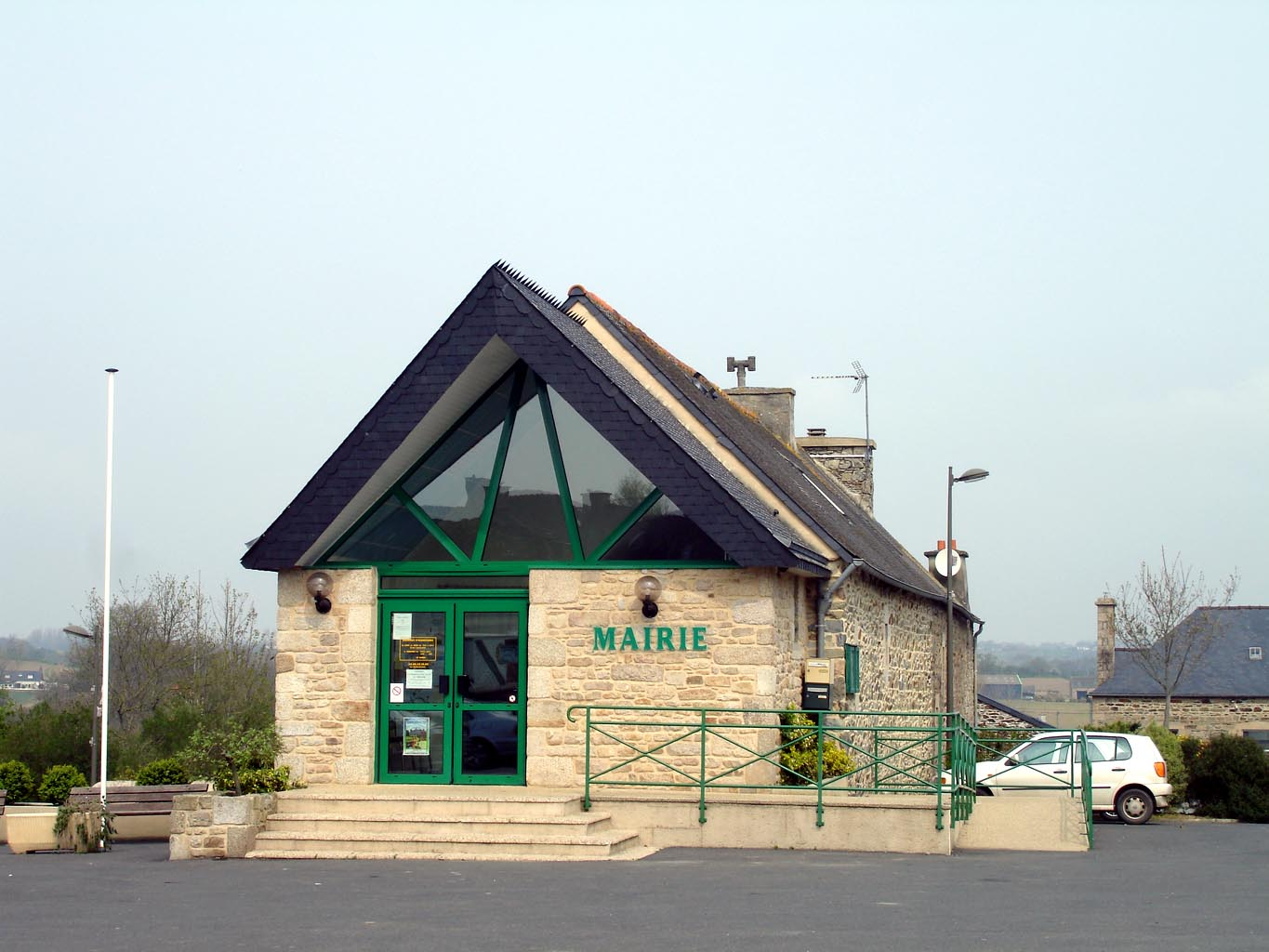
Мэрия
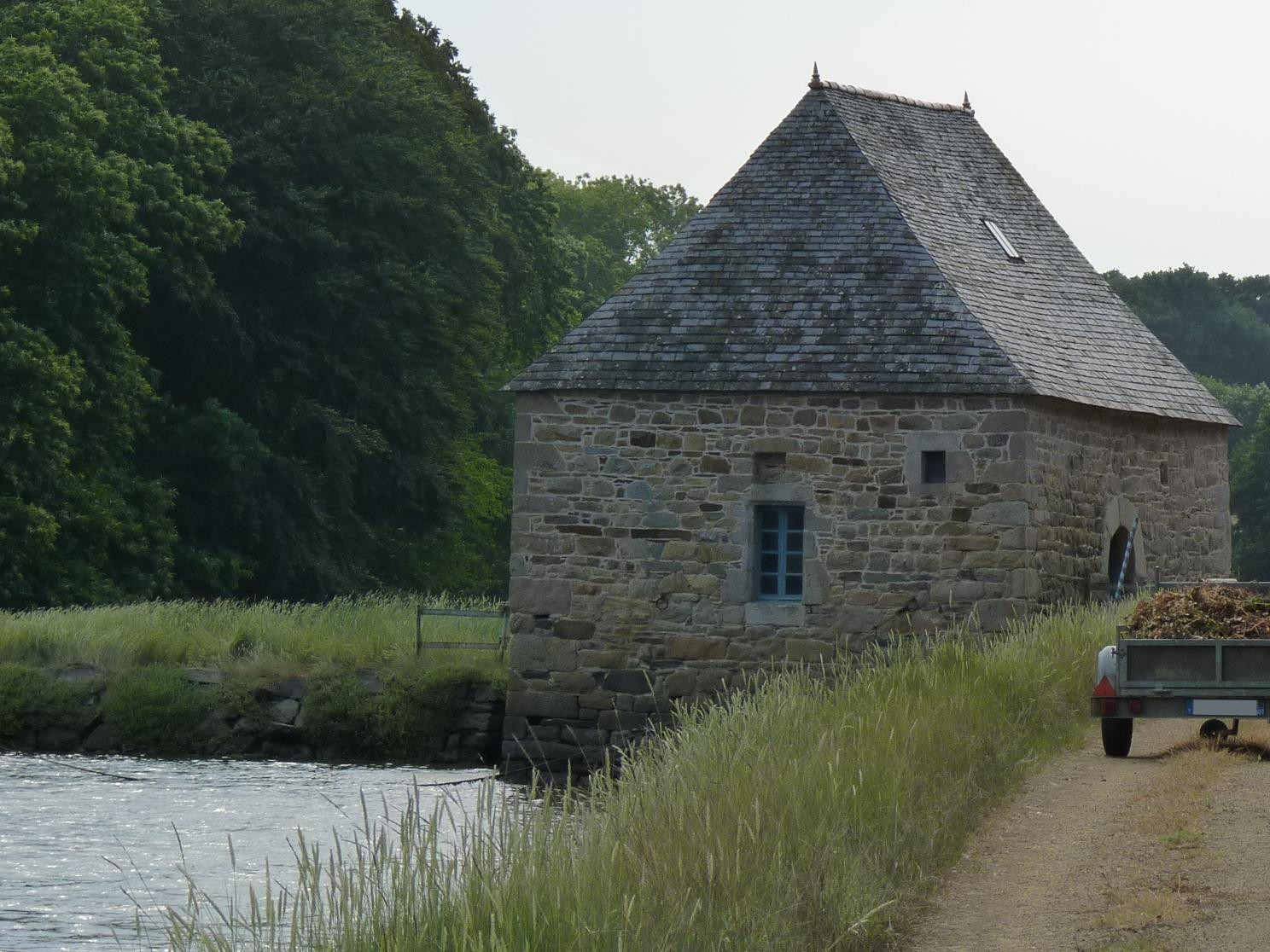
Приливно-отливная мельница Трау-Мёр
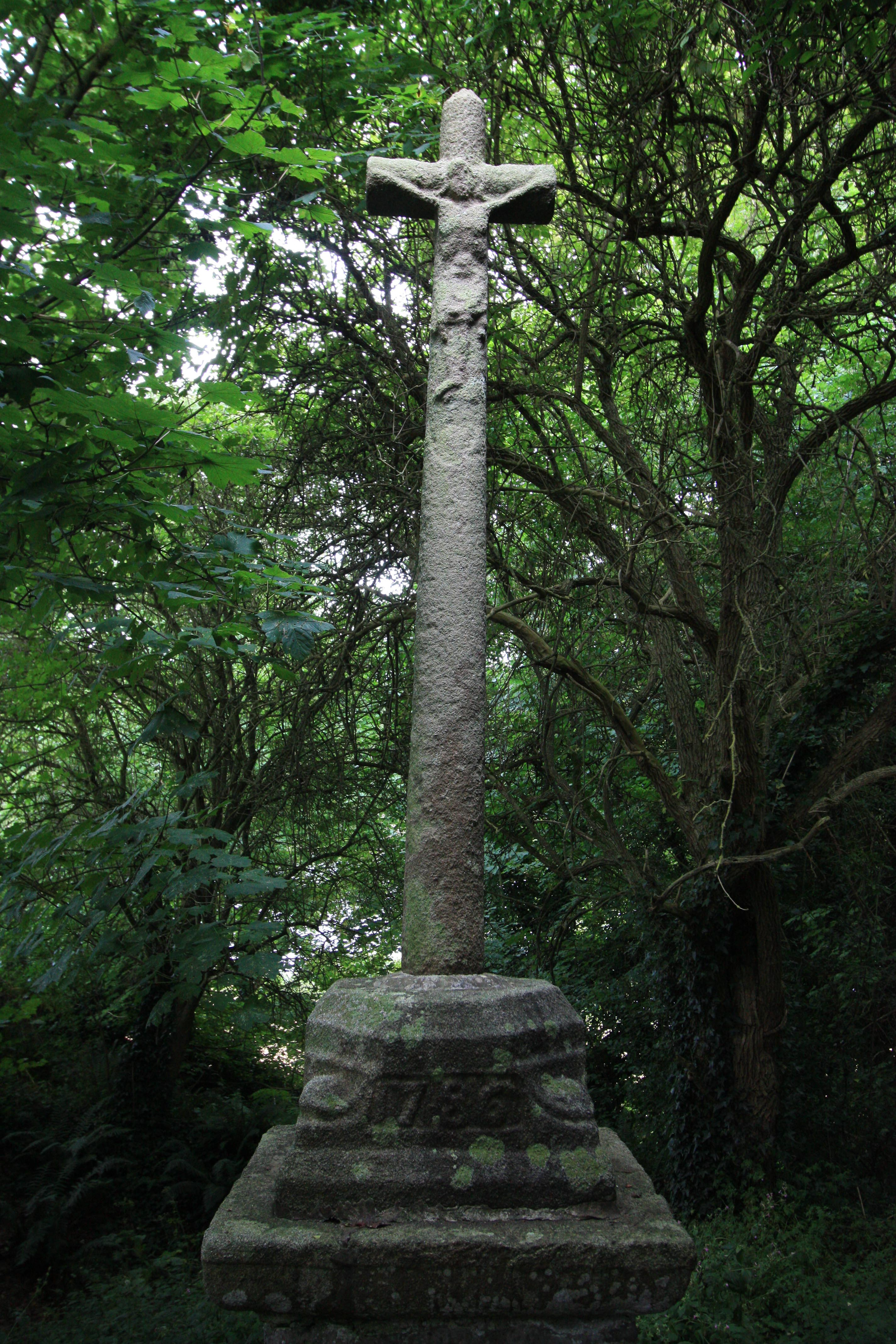
Придорожное распятие